# Edmund Cobb
Edmund Fessenden Cobb (Albuquerque, 23 juni 1892 – Woodland Hills, 15 augustus 1974) was een Amerikaanse acteur die van 1912 tot 1966 in meer dan 620 films speelde.

## Biografie
Cobb werd geboren op 23 juni 1892 in Albuquerque (New Mexico) als zoon van William Henry Cobb and Eddie (Edmundie) Ross. Zijn grootvader aan moederskant, Edmund G. Ross, was krantenredacteur, gouverneur van het territorium New Mexico, senator van Kansas en een leider van de abolitionistische beweging in de Verenigde Staten.
Zijn eerste acteerervaring deed hij op in een lokaal geproduceerd toneelstuk. Op zijn achttiende werkte hij voor de St. Louis Motion Picture Company toen die een film draaiden in Albuquerque. Daarna speelde hij nog diverse rollen bij andere filmstudio's, voornamelijk in westerns. Een van zijn eerste rollen was een bijrol in A Pueblo Legend uit 1912 van Essanay Studios.
Een groot deel van zijn filmrollen dateren van na 1925, toen hij aan de slag ging bij Universal. Na de introductie van de geluidsfilm bleef hij acteren, maar in minder prominente rollen. Hij speelde in 64 serial films, meer dan welke andere acteur ook.
Van 1914 tot 1925 was Cobb getrouwd met Helen Hayes. Het paar kreeg een dochter, Eddie Marie Cobb. In 1934 trouwde hij voor een tweede keer met Vivian Marie Winter, ze bleven samen tot haar dood in juli 1974. Cobb stierf amper een maand later, op 15 augustus 1974, in Woodland Hills (Los Angeles) aan een hartaanval.